# Adrian Ocneanu
Adrian Ocneanu ist ein rumänisch-US-amerikanischer Mathematiker.

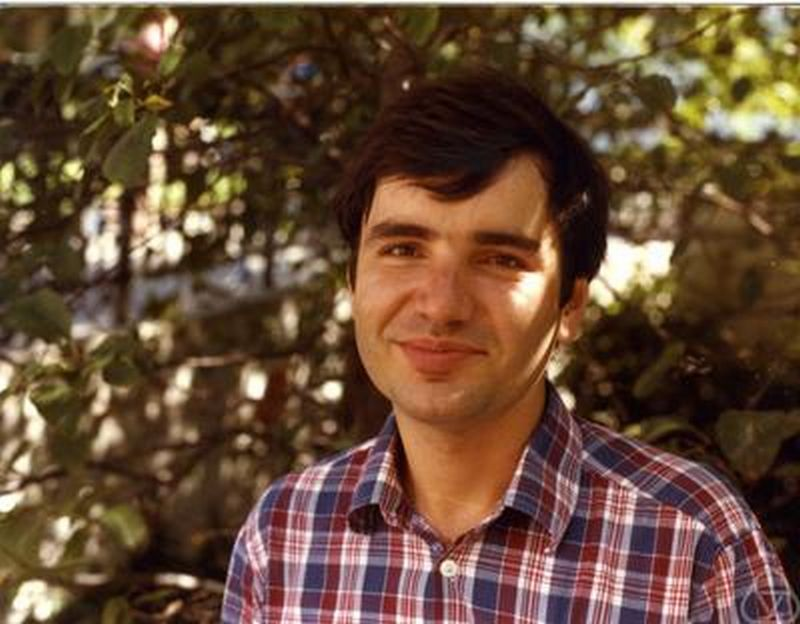
Adrian Ocneanu, Berkeley 1984

Ocneanu gewann 1974 die Goldmedaille auf der Internationalen Mathematikolympiade. Er wurde 1983 bei Ciprian Foias an der University of Warwick über Von Neumann Algebren promoviert (Actions of Discrete Amenable Groups on von Neumann Algebras). Danach war er bis 1985 als  Miller Fellow an der University of California, Berkeley. 1987 wurde er Forschungsstipendiat der Alfred P. Sloan Foundation (Sloan Research Fellow). Er ist Professor an der Pennsylvania State University. Er war unter anderem Gastwissenschaftler am Collège de France und in Tokio.
Er war 1985 einer der Entdecker des HOMFLY Polynoms in der Knotentheorie (und steht im Namen für das O). Die anderen sind Jim Hoste, Kenneth Millett, Peter Freyd, W. B. R. Lickorish, David Yetter.
Er entwarf für die University of Pennsylvania den Octacube, eine dreidimensionale Struktur aus Edelstahl, die die dreidimensionale Projektion eines vierdimensionalen regulären Polytops (24-Cell, siehe Hurwitzquaternion) darstellt. Es wurde von der Witwe eines bei 9/11 getöteten Mathematik-Absolventen der Universität zu seiner Erinnerung gestiftet (Kermit C. Anderson).
Er befasst sich mit Operatoralgebren (Theorie von Subfaktoren in von Neumann Algebren nach Vaughan Jones) und Verbindungen zu Quantengruppen, dreidimensionalen topologischen Feldtheorien und konformen Feldtheorien.
Er war Invited Speaker auf dem Internationalen Mathematikerkongress 1990 in Kyoto (Quantum Symmetry and the Classification of Sub-Factors).

## Schriften (Auswahl)
- Quantized group, string algebras and Galois theory for algebras, in: D. E. Evans, M. Takesaki (Hrsg.) Operator Algebras and Applications, Band 2, Warwick 1987, London Mathematical Society Lecture Note Series 136, Cambridge University Press 1988, 119–172
- Quantum symmetry, differential geometry of finite graphs and classification of subfactors, University of Tokyo Seminary Notes 45, 1991
- Operator algebras, topology and subgroups of quantum symmetry, Advanced Studies in Pure Mathematics 31, 2001, S. 235–263 (Taniguchi Conf. on Math., 1998)
- Chirality for operator algebras, in Subfactors,  Proc. Taniguchi Symp., 1993